# Il cardellino (dipinto)
Il cardellino è un dipinto a olio su tavola di Carel Fabritius, realizzato nel 1654 e conservato alla Mauritshuis dell'Aia.
La semplicità del disegno e le sofisticate tecniche prospettiche lo rendono quasi un unicum nella produzione della pittura del Secolo d'oro olandese.

## Storia
La tavola fu realizzata nel 1654, anno in cui il suo creatore perse la vita a causa dell'esplosione di Delft. Il drammatico episodio distrusse anche l'atelier dell'artista e potrebbe aver causato dei lievi danni allo stesso Cardellino.
Della tavola si persero le tracce fino al 1859, quando Théophile Thoré-Bürger la identificò nella collezione di Joseph-Guillaume-Jean Camberlyn a Bruxelles. Sei anni più tardi l'opera fu lasciata in eredità dagli eredi di Camberlyn allo stesso Bürger, che a sua volta la lasciò alla compagnia Apolline Lacroix nel 1869. Il 5 dicembre 1892 fu venduto per cinquemila e cinquecento franchi al pittore Étienne-François Haro durante un'asta all'Hôtel Drouot. Quattro anni più tardi la tela sarebbe stata nuovamente battuta all'asta nel medesimo hotel e, in questa occasione, fu acquistata per 6,200 franchi da Abraham Bredius per la Mauritshuis.

## Descrizione e stile
Oltre ad essere un uccello molto comune in Europa e popolare anche come animale domestico per via dei suoi colori e addestrabilità, il cardellino era diventato una presenza ricorrente nella pittura religiosa italiana a cavallo tra Quattro e Cinquecento, figurando in opere quali la Madonna Litta di Leonardo da Vinci, la Natività di Piero della Francesca e la Madonna del cardellino di Raffaello. Già nel Medioevo infatti il piccolo volatile aveva assunto significati simbolici a iconografici legati alla Passione e resurrezione di Cristo. Un altro significato allegorico era legata alla fertilità, come nel trittico del Giardino delle delizie di Hieronymus Bosch. Fu proprio nel XVII secolo che il cardellino cominciò a godere di ampia popolarità anche nella pittura olandese, apparendo in tele quali Natura morta con cardellino di Abraham Mignon, Giovane donna alla finestra con un grappolo d'uva di Gerrit Dou e l'ironico Famiglia felice di Jan Steen.
Il piccolo trompe-l'œil rappresenta un cardellino incatenato al suo trespolo da una sottile catenina d'ora. La data e la firma dell'artista ("C fabritivs 1654") sono collocate in basso, leggermente spostate verso destra. Come lo Sparviero di Jacopo de' Barbari potrebbe essere stato creato, la tavola potrebbe essere stata realizzata per essere esposta a una finestra, probabilmente in posizione lievemente elevata rispetto allo spettatore. L'uccellino è stato dipinto con pennellate rapide e con poche correzioni effettuate in un secondo momento.

## Retaggio
Nel 1960 l'espressionista astratta Helen Frankenthaler rese omaggio al Cardellino nella sua tela Fabritius Bird.
Il dipinto di Fabritius ottenne la celebrità mondiale nel 2013 con la pubblicazione del romanzo Il cardellino di Donna Tartt, un bestseller da oltre un milione di copie premiato con il Premio Pulitzer per la narrativa. Nel 2019 il romanzo fu adattato nel film omonimo.